# Code culturel
Pour les articles homonymes, voir code.
Le code culturel ou codes culturels (et sociaux) sont l'ensemble des pratiques culturelles : vocabulaire, goûts culturels, habillement, lieu de résidence qui dénotent la place ou le rang social d'un individu et son appartenance à une classe ou une catégorie sociale. 
Adopter le code culturel du milieu auquel il aspire à appartenir est commun, chez un individu qui désire changer de position sociale .